# واكاتسوكي (سفينة)
واكاتسوكي (باليابانية: 若月، وتعني: «القمر الفتي»، وبالإنجليزية: Wakatsuki) هي مدمرة من فئة أكيزوكي تابعة للـبحرية الإمبراطورية اليابانية خلال الحرب العالمية الثانية. لعبت دورًا ثانويًا في معركة خليج إمبراطورة أوغوستا ضد مجموعة الطرادات والمدمرات الأمريكية، ونجت لاحقًا من قصف راباول الجوي. بعد سلسلة من مهام المرافقة والنقل، قامت بمرافقة حاملات الطائرات اليابانية في معركة بحر الفلبين ومعركة خليج ليتى الكارثيتين على الأسطول الياباني، قبل أن تُغرقها الطائرات الأمريكية في معركة خليج أورموك في ديسمبر 1944.

## البناء
تم طلب بناء المدمرة كجزء من برنامج التوسعة للأسطول الياباني في أواخر الثلاثينيات، وصُنعت في حوض بناء السفن البحري في يوكوسوكا. دخلت الخدمة عام 1942 لتكون ضمن فئة أكيزوكي المتخصصة في مرافقة الأساطيل الثقيلة وتوفير الدفاع الجوي.

## الخدمة القتالية
شاركت المدمرة في عدة معارك بحرية بارزة:
- شاركت بشكل محدود في معركة خليج إمبراطورة أوغوستا (1943) ضد قوة أمريكية من الطرادات والمدمرات[3].
- نجت من الغارات الجوية على راباول في نوفمبر 1943[4].
- نفذت عدة مهام مرافقة ونقل بين جزر المحيط الهادئ خلال 1943–1944.
- شاركت في حماية حاملات الطائرات اليابانية في معركة بحر الفلبين (يونيو 1944) ومعركة خليج ليتى (أكتوبر 1944).
- غرقت في معركة خليج أورموك في 11 ديسمبر 1944 بعد هجوم جوي من طائرات أمريكية[5].

## الجدول الزمني للخدمة
| التاريخ        | الحدث                                                          |
| -------------- | -------------------------------------------------------------- |
| 1941           | بدء البناء في حوض يوكوسوكا البحري                              |
| 1942           | الانتهاء من البناء ودخول الخدمة في الأسطول الياباني            |
| نوفمبر 1943    | المشاركة في معركة خليج إمبراطورة أوغوستا والنجاة من قصف راباول |
| يونيو 1944     | مرافقة حاملات الطائرات اليابانية في معركة بحر الفلبين          |
| أكتوبر 1944    | المشاركة في معركة خليج ليتى إلى جانب الأسطول الياباني الرئيسي  |
| 11 ديسمبر 1944 | الغرق في معركة خليج أورموك بعد قصف جوي أمريكي                  |

## المواصفات التقنية (لفئة أكيزوكي)
- الإزاحة: حوالي 2,700 طن (قياسي)، 3,700 طن (محمّل)
- الطول: 134 م
- العرض: 11.6 م
- الغاطس: 4.15 م
- السرعة القصوى: 33 عقدة (61 km/h)
- المدى: 8,300 ميل بحري بسرعة 18 عقدة
- الطاقم: 300–350 فردًا
- التسليح:

1. 8 مدافع من عيار 100mm (موزعة على 4 أبراج مزدوجة)
2. 4 × أنابيب طوربيد ثلاثية (610mm)
3. تسليح مضاد للطائرات متغير (25mm)
4. شحنات أعماق مضادة للغواصات[6].

## الصور والاستطلاع
من المفارقات أن واكاتسوكي تُعد على الأرجح أكثر مدمرات فئة أكيزوكي التي تم تصويرها، رغم عدم وجود أي صورة التقطها اليابانيون للسفينة نفسها. والسبب هو الكم الهائل من الصور الجوية التي التقطتها الطائرات الأمريكية أثناء قصف راباول ومعارك بحر الفلبين وخليج ليتى وخليج أورموك.